# 齒石

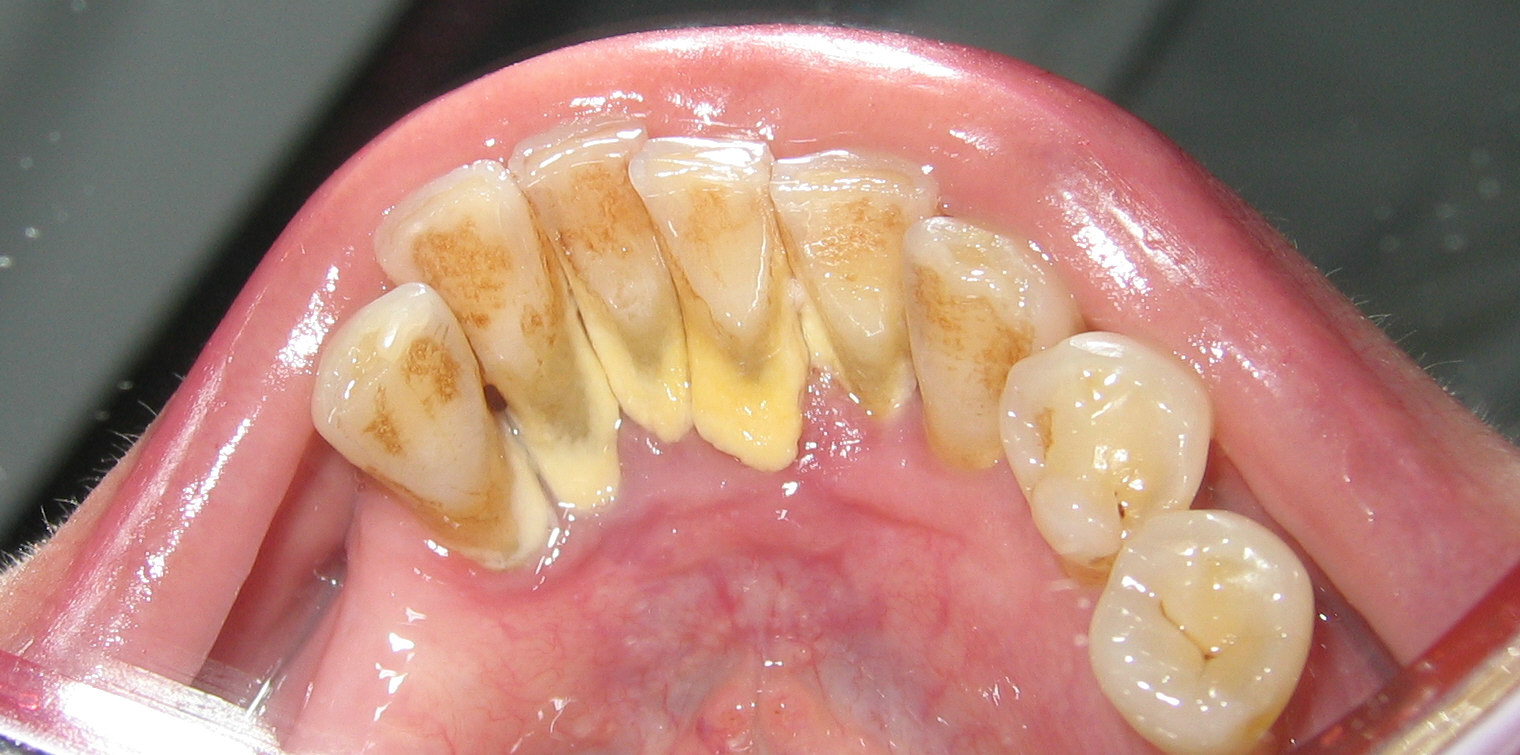
牙齒上的齒石

齒石（英語：calculus），或稱牙結石、牙石，是牙菌斑長時間堆積變化而形成的。齒石通常伴隨著口臭、牙齦萎縮與牙齦發炎出現。用牙刷、牙線與牙間刷清潔牙齒可以避免齒石形成，但齒石一旦形成後由於附著太過牢固，則須去牙科診所做牙結石清除術（洗牙）來去除。

## 相關連結
- 结石
- 牙刷
- 龋齿
- 牙齿清洁